# 永丰滩镇
永丰滩镇，是中华人民共和国甘肃省武威市古浪县下辖的一个乡镇级行政单位。
2015年，甘肃省民政厅批复同意撤销永丰滩乡，设立永丰滩镇。

## 行政区划
永丰滩镇下辖以下地区：
新河村、庵门村、六墩村、建设村、新建村、三墩村和东台村。